# Minh Hoang Ha
Minh Hoang Ha ist ein deutscher Schauspieler.

## Leben
Minh Hoang Ha spielt seit 2022 in der Fernsehserie Doppelhaushälfte in einer Hauptrolle Rocco Knuppe, den Sohn eines deutsch-vietnamesischen Ehepaars. Für diese Rolle wurde er im September 2022 für den Quotenmeter-Fernsehpreis (Kategorie: Bester Nebendarsteller einer Serie oder Reihe) nominiert und wurde später auch damit ausgezeichnet.

## Filmografie
- seit 2022: Doppelhaushälfte (Fernsehserie)